# Керр, Иан
Иан Р. Керр (1 января 1965 — 26 августа 2019) — канадский учёный, является международным экспертом по законопроектной работе и технологическим аспектам. Работая в Оттавском университете, участвует в программе Canada Research Chair. До прихода в Оттавский университет он преподавал в Университете Западного Онтарио.

## Биография
Керр учился в Альбертском университете и Университете Западного Онтарио.
Керр преподаёт договорное право, а также в январе каждого года проводит семинары в Пуэрто-Рико под названием TechnoRico, семинары посвящены вопросам технологического права глобального значения. Он также ведёт семинары по философским, этическим и правовым последствиям взаимодействия роботов и общества под названием «Законы роботов». Его преданность преподаванию была отмечена шестью наградами, в том числе премией Scotiabank, наградами Университета Западного Онтарио и Оттавского университета.
В дополнение к соавторству широко используемого учебного пособия по хозяйственному праву «Управление законом» он опубликовал ряд трудов в области этических и правовых аспектов цифрового авторского права, автоматизированной электронной коммерции, искусственного интеллекта, киберпреступности, нанотехнологий, регулирования Интернета, ответственности провайдеров и посредников, диффамации в Интернете, внутриутробных травм и нежелательной беременности. В настоящее время его программа исследований включает в себя два крупных проекта: На пути личности — внимание сосредоточено на влиянии информации и аутентификации технологий на людскую идентичность и право быть анонимным; и Исследование цифрового авторского права — уделяется особое внимание различным актуальным аспектам попыток по реформированию канадского законодательства об авторском праве, включая последствия такой реформы для основных канадских ценностей, включая неприкосновенность частной жизни и свободу выражения мнений.
Профессор Керр также является автором постулата Керра, который гласит, что при обсуждении права и технологий, чем дольше обсуждение продолжается, тем вероятность упоминания фильма «Матрица» приближается к единице. Постулат Керра является своеобразной версией закона Годвина, вытекающей из академических исследований слияния человека и машины и искусственного интеллекта.

## Книги
- Managing the Law: Legal Aspects of Doing Business, a law textbook for business students.
- Lessons from the Identity Trail: Anonymity, Privacy and Identity in a Networked Society, edited by Ian Kerr, Carole Lucock, and Valerie Steeves
- Robot Law, edited by Ryan Calo, A. Michael Froomkin, and Ian Kerr